# Chactas rogelioi
Espèce
Chactas rogelioi est une espèce de scorpions de la famille des Chactidae.

## Distribution
Cette espèce est endémique de l'État de Miranda au Venezuela. Elle se rencontre vers Zamora et Plaza dans la cordillère de la Costa.

## Étymologie
Cette espèce est nommée en l'honneur de Rogelio Delgado.

## Publication originale
- González-Sponga, 1972 : Chactas rogelioi (Scorpionida: Chactidae) nueva especie del sistema montañoso de la costa en Venezuela. Monografías Científicas Augusto Pi Suñer, Instituto Universitario Pedagogico de Caracas, vol. 5, p. 1-19.